# Зарница (игра)

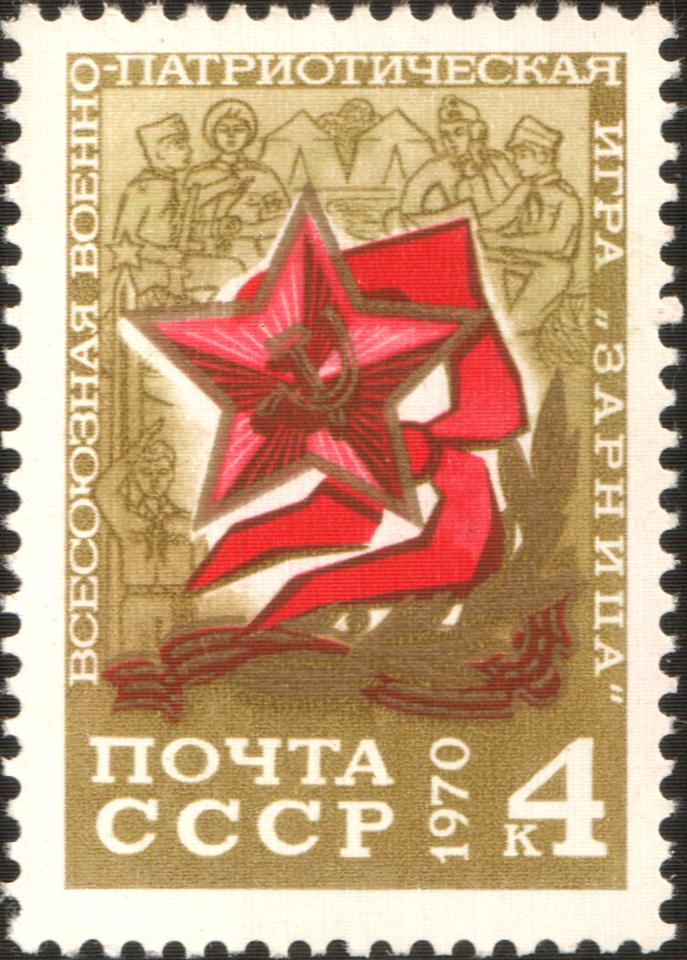
Марка СССР, 1970 г.

Зарни́ца — советская и российская молодёжная военно-спортивная игра. В игре принимают участие сборные команды молодёжных общественных объединений и учащихся образовательных организаций. Участвуют дети от 6 лет и старше.

## Правила
Обычно играющие в «Зарницу» участники делились на две команды, арбитра и нескольких нейтральных наблюдающих. Затем, пока команды вырабатывают тактику, арбитр определяет местоположение баз обоих лагерей противников; меткой базы является какой-то достаточно заметный предмет, например, флаг. Целью обеих команд является захват флага противника. У каждого из участвующих есть индикатор жизни/здоровья — погоны: каждому человеку наклеиваются или пришиваются по два погона на плечи; у капитана их четыре. Для того, чтобы «убить» человека, надо сорвать с него погоны; если сорвана только половина, то человек не может бегать и просто ходит. Чаще всего победитель определялся по сумме набранных им баллов: за захват флагов и уничтожение противников баллы начисляются, за нечестную игру уменьшаются. Иногда победителем считали первого, добывшего флаг противника.

## История

### СССР

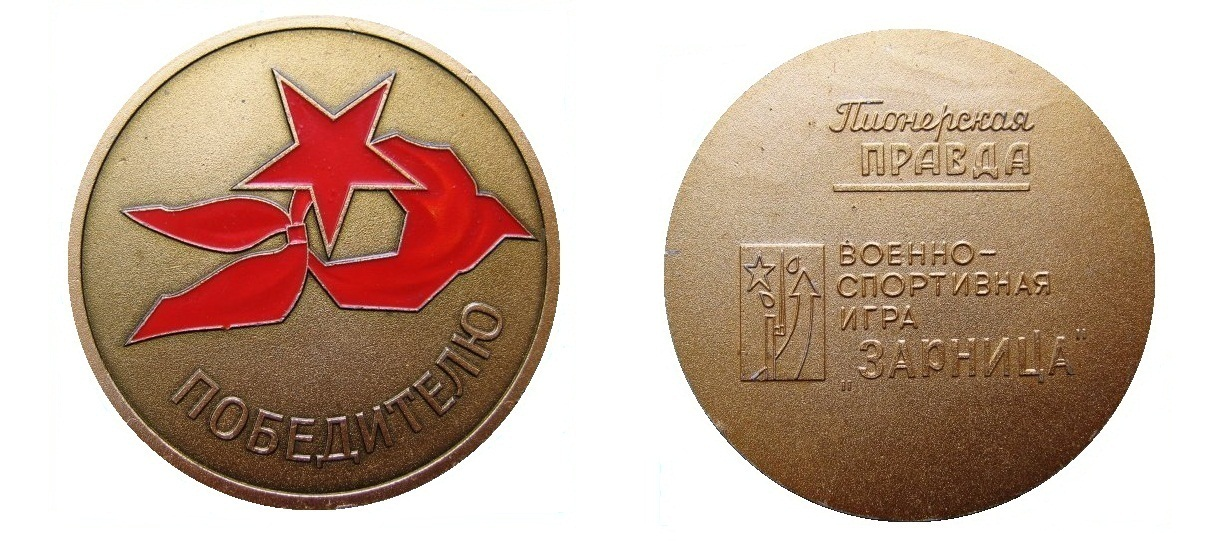
Медаль победителю военно-спортивной игры «Зарница» на приз газеты
«Пионерская правда»

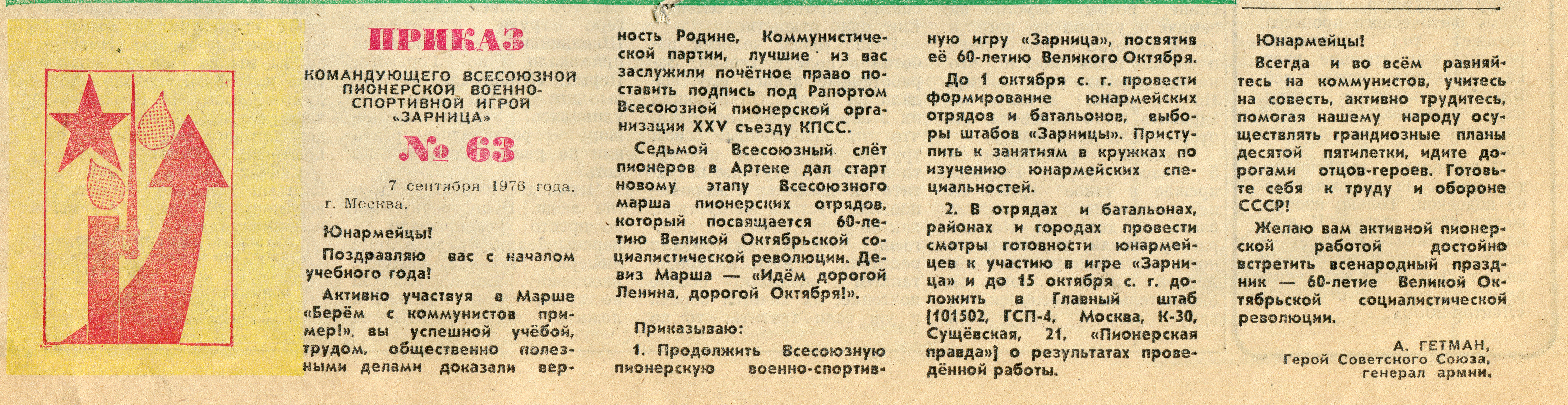
Приказ № 63 командующего Всесоюзной пионерской военно-спортивной игрой «Зарница». Газета «Пионерская правда» от 7 сентября 1976 года.

Пионерская военно-спортивная игра в СССР представляла собой имитацию боевых действий, похожую на военные учения. В ходе игры пионеры делились на команды и соревновались в различных военно-прикладных видах спорта с игровыми элементами. Игра являлась частью системы начальной военной подготовки школьников в СССР
Первые правила игры разработала учительница (по версии бывшего корреспондента «Пионерской правды» Владимира Машатина — вожатая) Зоя Кротова из села Мысы Краснокамского района Пермской области. 23 февраля 1964 года была проведена первая игра совместно с военными.
Официально Всесоюзная военно-спортивная игра «Зарница» была организована в СССР в 1967 году ЦК ВЛКСМ, Центральным Советом пионерской организации, Главным политическим управлением Советской Армии  и редакцией газеты «Пионерская правда», при которой был создан Главный штаб игры. Целью игры было военно-патриотическое воспитание советской молодёжи. «Зарница» входила в план организации начальной военной подготовки в средних учебных заведениях в связи с сокращением военной службы с 3 до 2 лет.
10 января 1967 года «Пионерская правда» напечатала Положение о военно-спортивной игре «Зарница» и приказ № 1 первого командующего игрой, Героя Советского Союза, маршала артиллерии Василия Ивановича Казакова.
Своим приказом маршал поставил задачу создать юнармейские батальоны, обучить молодёжь навыкам армейской жизни, а также воспитывать её в духе любви к Родине и готовности противостоять любым врагам. Участвовать в игре мог каждый школьник 6-8 классов.
Операция №1 игры носила название «Красный флаг над крепостью». План операции и сроки её проведения (с 19 по 26 февраля 1967 года) были установлены приказом №2 командующего.
В период с 21 по 25 июня 1967 г. прошёл первый финал Всесоюзной игры «Зарница» в котором приняли участие 33 лучших отряда юнармейцев. Финальная операция «Зарницы» была проведена в Севастополе и завершилась штурмом знаменитой Сапун-горы.
26 сентября 1967 года приказом №8 командующего игрой было утверждено новое Положение о военно-спортивной игре «Зарница», в соответствии с которым участники игры были разделены на 3 возрастные группы: младшая — ученики 3-4 классов, средняя — 5-6 классов и старшая — ученики 7-8 классов. Для каждой возрастной группы была утверждена программа подготовки.
Главный девиз игры «Зарница»: «„Зарница“ — игра дружных! „Зарница“ — игра сильных! „Зарница“ — игра смелых!» (утверждён приказом №18 командующего игрой от 7 июля 1969 года).
В 1971 году перед привлечением пионеров к военно-спортивной игре "Зарница" было предложено проводить с желающими ознакомительные и подготовительные занятия по упрощённым правилам.
Подростки постарше играли в схожую военно-спортивную игру «Орлёнок». Цель игр зависела от возраста играющих, а условия варьировались от простого срывания бумажных погон с игроков другой команды до самых настоящих военных учений с привлечением бронетехники, дымовых шашек и взрывпакетов.
Часто игра «Зарница» проходила на территории воинских частей, и тогда план игр составлялся при участии кадровых военных.

### Россия

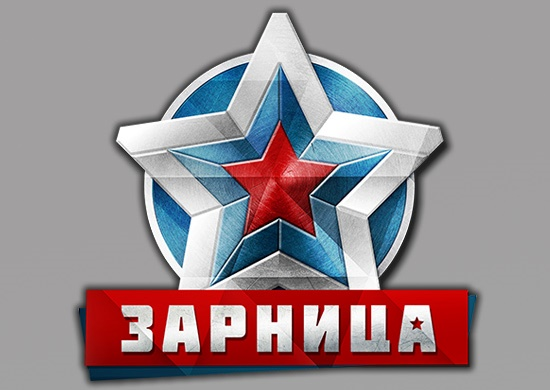
Эмблема всероссийской игры «Зарница»

Основными организаторами всероссийской игры являются Министерство образования и науки РФ, Министерство обороны РФ и общественная организация «Российский союз молодёжи».
В программу «Зарницы» входят смотр строя и песни, проверка знаний по военной истории и символике России, правилам дорожного движения, ориентирование на местности, стрельба, метание гранаты, силовые упражнения, спортивная и военизированная эстафеты и другие военно-спортивные состязания.

## В кино
- Вперёд, гвардейцы! (1971)
- Засекреченный город (1974)
- Три весёлые смены (1979)
- Завтрак на траве (1979)
- Экипаж машины боевой (1983)
- До первой крови (1989)
- Летние приключения отчаянных (2010)
- Зарница (2021)
- Артек. Большое путешествие (2022)
- Внутри Лапенко 4 (2023)